# ۴۷۱ (پیش از میلاد)
۴۷۱ (پیش از میلاد) ۴۷۱مین سال قبل از تقویم میلادی است.